# Долгорявин Отгонжаргал
Долгорявин Отгонжаргал (монг. Долгоржавын Отгонжаргал; нар. 2 жовтня 2001, Улан-Батор) — монгольська борчиня вільного стилю, дворазова срібна та бронзова призерка чемпіонатів світу, бронзова призерка Кубку світу в командних змаганнях.

## Життєпис
Долгорявин Отгонжаргал народилася 2 жовтня 2001 року в Улан-Баторі п'ятою в родині із семи дітей. У неї троє братів та троє сестер.
Нас семеро, три сестри, один брат і двоє молодших братів.
2020 року закінчила комплексну школу «Сетгемж» та почала вивчати туризм у школі «Ідер».
Її першим тренером був Б. Оюнсурен. З 12 років займається вільною боротьбою в клубі «Женко» під керівництвом заслуженого тренера Т. Сухбаатаріна.
Перша медаль Долгорявин Отгонжаргал — бронза юнацьких національних ігор 2016 року. Того ж року вона перемогла на міжнародному турнірі Саорі Йосіда і виграла золоту медаль на Кубку Асашорю.
У 2018 році стала бронзовою призеркою чемпіонату Азії серед кадетів. Того ж року здобула срібну медаль чемпіонату світу серед кадетів.
З 2019 року вона перейшла у дорослу категорію. 2021 року дебютувала на дорослому чемпіонаті світу і одразу здобула бронзову нагороду. У 2022 та 2023 ставала віцечемпіонкою світу, обидва рази поступившись у фіналах непереможній японці Юї Сусакі.

## Спортивні результати на міжнародних змаганнях

### Виступи на Чемпіонатах світу
| Змагання                        | Збірна   | Вагова категорія          | Місце  |
| ------------------------------- | -------- | ------------------------- | ------ |
| Чемпіонат світу з боротьби 2021 | Монголія | жіноча боротьба, до 50 кг | Бронза |
| Чемпіонат світу з боротьби 2022 | Монголія | жіноча боротьба, до 50 кг | Срібло |
| Чемпіонат світу з боротьби 2023 | Монголія | жіноча боротьба, до 50 кг | Срібло |

### Виступи на Кубках світу
| Змагання                    | Збірна   | Вагова категорія | Місце  |
| --------------------------- | -------- | ---------------- | ------ |
| Кубок світу з боротьби 2022 | Монголія | команда          | Бронза |

### Виступи на інших змаганнях
| Змагання                                               | Збірна   | Вагова категорія          | Місце  |
| ------------------------------------------------------ | -------- | ------------------------- | ------ |
| Кубок Президента Бурятської Республіки з боротьби 2019 | Монголія | жіноча боротьба, до 50 кг | 10     |
| Гран-прі «Іван Яригін» 2020                            | Монголія | жіноча боротьба, до 50 кг | 7      |
| Гран-прі «Іван Яригін» 2021                            | Монголія | жіноча боротьба, до 50 кг | 5      |
| Гран-прі «Іван Яригін» 2022                            | Монголія | жіноча боротьба, до 50 кг | Бронза |
| Турнір Яшара Догу 2022                                 | Монголія | жіноча боротьба, до 50 кг | Бронза |
| Меморіал Болата Турлиханова 2022                       | Монголія | жіноча боротьба, до 50 кг | Бронза |
| Відкритий чемпіонат Загреба з боротьби 2023            | Монголія | жіноча боротьба, до 50 кг | 8      |
| Меморіал Імре Поляка та Яноша Варги 2023               | Монголія | жіноча боротьба, до 50 кг | Бронза |

### Виступи на змаганнях молодших вікових груп
| Змагання                                      | Збірна   | Вагова категорія          | Місце  |
| --------------------------------------------- | -------- | ------------------------- | ------ |
| Чемпіонат Азії з боротьби серед кадетів 2018  | Монголія | жіноча боротьба, до 49 кг | Бронза |
| Чемпіонат світу з боротьби серед кадетів 2018 | Монголія | жіноча боротьба, до 46 кг | Срібло |